# 어윤적
어윤적(魚允迪, 1868년 8월 25일 ~ 1935년 2월 3일)은 일제강점기의 관료 겸 기업가인데 국문 연구소 최고위원과 조선사 편수회 대표최고위원을 역임했다. 자는 치덕(穉德), 호는 혜재(惠齋).

## 주요 전력
한성부 토호 갑부 집안의 서손(庶孫)으로 태어난 아버지 어창우(魚昌愚)의 서자(庶子)인 그는 평안도 강서에서 출생하였고 지난날 한때 평안도 평양에서 잠시 유아기를 보낸 적이 있으며 훗날 한성부에서 성장하였다. 본관은 함종이며 어윤중(魚允中)의 종제(친가 사촌 아우)가 된다.
형제자매로는 어윤익(배다른 적형)과 어윤업(동복 아우)이 있었고, 슬하 자녀로는 어광선(장남)과 어징선(차남)이 있었으며, 아버지 어창우(魚昌愚)는 한성부 토호 갑부 집안의 적출 후손 어약우(魚若愚)의 이복 서얼 남동생이다.

## 약력
- 일본 게이오의숙 중퇴
- 1883년 음서로써 조선국 하위 관료 천거
- 1907년 ~ 1908년 대한제국 학부 편집국 국장
- 1910년 ~ 1935년 조선총독부 중추원 참의
- 1919년 대동사문회 대표
- 1922년 조선사편수회 대표최고위원
- 관립한성사범학교, 관립한성고등여학교 교장
- 경기도 참여관
- 친일파 708인 명단의 중추원 부문, 도 참여관 부문, 조선총독부 국장 부문 수록
- 민족문제연구소의 친일인명사전 수록자 명단의 중추원 부문, 관료 부문, 교육/학술 부문 수록
- 친일반민족행위진상규명위원회가 발표한 친일반민족행위 195인 명단 수록

## 같이 보기
- 대동사문회

## 참고자료
- 친일반민족행위진상규명위원회 (2007년 12월). 〈어윤적〉 (PDF). 《2007년도 조사보고서 II - 친일반민족행위결정이유서》. 서울. 1943~1957쪽쪽. 발간등록번호 11-1560010-0000002-10. [깨진 링크(과거 내용 찾기)]
- 반민족문제연구소 (1993년 3월 1일). 〈어윤적 : 유림 친일파의 앞잡이 (이이화)〉. 《친일파 99인 2》. 서울: 돌베개. ISBN 9788971990124.